# Astragalus aridovallicola
Astragalus aridovallicola är en ärtväxtart som beskrevs av Pei Chun Qiong Li. Astragalus aridovallicola ingår i släktet vedlar, och familjen ärtväxter. Inga underarter finns listade i Catalogue of Life.